# Eulamprotes
Eulamprotes is een geslacht van vlinders uit de familie van de tastermotten (Gelechiidae).

## Soorten
- Eulamprotes atrella (Denis & Schiffermüller, 1775) - geeltandboegsprietmot
- Eulamprotes buvati Leraut, 1991
- Eulamprotes germarella (Geyer, 1832)
- Eulamprotes helotella (Staudinger, 1859)
- Eulamprotes immaculatella (Douglas, 1850) - grijstandboegsprietmot
- Eulamprotes isostacta (Meyrick, 1926)
- Eulamprotes libertinella (Zeller, 1872)
- Eulamprotes nigritella (Zeller, 1847)
- Eulamprotes nigromaculella (Millière, 1872)
- Eulamprotes ochricapilla (Rebel, 1903)
- Eulamprotes parahelotella Nel, 1995
- Eulamprotes phaeella Heckford & Langmaid, 1988
- Eulamprotes plumbella (Heinemann, 1870)
- Eulamprotes superbella (Zeller, 1839) - smalle zilverbandboegsprietmot
- Eulamprotes unicolorella (Duponchel, 1843) - purpertandboegsprietmot
- Eulamprotes wilkella (Linnaeus, 1758) - zilverbandpalpmot